# Luisa Stefani
Luisa Veras Stefani (født 9. august 1997 i São Paulo, Brasilien) er en professionel tennisspiller fra Brasilien.
Hun repræsenterede Brasilien under sommer-OL 2020 i Tokyo, hvor hun vandt bronze i double.